# Trampa saducea
Una trampa saducea es una pregunta capciosa que se plantea con ánimo de comprometer al interlocutor, ya que cualquier respuesta que dé puede ser malinterpretada o considerada inconveniente. Alude a los saduceos, quienes según los Evangelios plantearon a Jesús varias cuestiones de este tipo (por ejemplo, si una mujer tiene siete esposos, en la resurrección ¿cuál será su marido?; si debían cumplir el mandato de Moisés de lapidar a las adúlteras, o si era lícito pagar impuestos al César romano, entre otras).
La expresión se hizo especialmente popular en la España de los últimos años del franquismo al emplearla el ministro secretario general del Movimiento Torcuato Fernández-Miranda en las Cortes (6 de noviembre de 1972), cuando le preguntaron su opinión sobre las asociaciones políticas.